# Cinta perforada

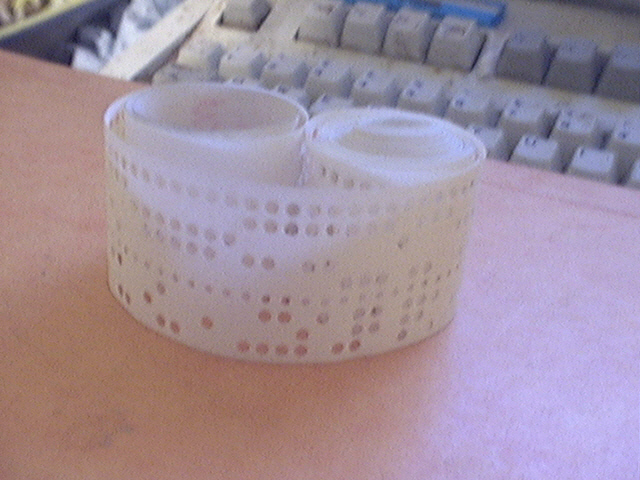
Un rotllo de cinta perforada.

La cinta perforada  és un mètode obsolet d'emmagatzematge de dades, que consisteix en una llarga tira de paper en què es realitzen forats per emmagatzemar les dades. Va ser molt emprada durant gran part del segle xx per a comunicacions amb teletips, i més tard com un mitjà d'emmagatzematge de dades per a miniordinadors i màquines eina tipus CNC.

## Origen
Les primeres cintes perforades es van emprar en els telers mecànics i brodats, on targetes amb instruccions simples sobre els moviments demanats de la màquina van ser primer alimentades individualment, després controlades per altres targetes d'instruccions i més tard van ser alimentades com una successió de targetes adherides. (Veure teler de Jacquard).
Això va portar al concepte de comunicar la informació no com una successió de targetes individuals sinó com una "targeta contínua", o cinta. Molts operadors de brodat professional se segueixen referint a les persones que creen els dissenys i patrons mecànics com "perforadors", encara que tant les targetes com les cintes perforades van deixar d'usar-se, després de molts anys, cap a la dècada de 1990.
A 1.846 Alexander Bain va utilitzar cinta perforada per enviar telegrames.

## Formats de cinta
Les dades estaven representats per la presència o absència d'un forat a la cinta en una posició determinada. Les cintes originals tenien cinc files de forats per a les dades. Cintes posteriors van tenir 6, 7 i 8 files. Una fila extra de forats consecutius més pequenos servia per arrossegar la cinta, generalment amb una roda dentada. El text es codificava de diverses maneres. L'estàndard de codificació de caràcters més primitiu va ser el de Baudot, que es remunta al segle xix i tenia 5 forats. Estàndards posteriors, com ara el Fieldata i el Flexowriter, tenien 6 forats. Al començament de la dècada de 1960, l'Associació Americana d'Estàndards ( American Standards Association , ASA), actualment Institut Nacional Estatunidenc d'Estàndards va dur a terme un projecte per desenvolupar un codi universal per al processament de dades, que seria conegut com a ASCII. Aquest codi de 7 nivells va ser adoptat per alguns fabricants de teletips, com AT&T (teletype). D'altres, com Telex, van seguir utilitzant el Baudot.

### Cinta encunyada
Una variació de la cinta perforada va ser el dispositiu anomenat  Impressora Troqueladora  ( Chadless Printing Reperforator ). Aquesta màquina era capaç de marcar els senyals de teletip rebuts en una cinta i d'imprimir el missatge sobre ella al mateix temps, utilitzant un mecanisme d'impressió similar al d'una impressora de pàgines corrent. El marcat, en comptes de perforar completament els habituals forats rodons, feia uns talls en forma de petites U en el paper, de manera que no es produïen lluentons, el "forat" seguia estant farcit amb una petita trapa de paper. En no estar completament perforat el forat, la impressió en el paper estava intacte i llegible. Això permetia als operadors llegir la cinta sense necessitat de desxifrar els forats, cosa que facilitava la retransmissió del missatge cap a altres estacions de la xarxa. Naturalment, tampoc tenia una "caixa per lluentons" que hi hagués de buidar de tant en tant. L'únic desavantatge d'aquest mecanisme era que la cinta encunyada, un cop marcada, no es recollia correctament, a causa que a les aletitas sobresortints del paper solien enganxar-se en la següent volta de la cinta, i per això no es podia enrotllar en un sol pla. Un altre desavantatge, com es veuria amb el temps, era que no hi havia una manera fiable de llegir les cintes encunyades pels mitjans òptics emprats pels sistemes de lectura d'alta velocitat posteriors. De tota manera, els lectors mecànics emprats en els equips de velocitat més estàndard no tenien problemes amb les cintes troquelades, ja que detectaven els forats mitjançant perns amb ressort, que fàcilment s'apartaven les aletitas de paper del camí.

## Aplicacions

### Comunicacions
La cinta perforada es va usar com una manera d'emmagatzemar missatges dels teletips. Els operadors teclejaven el missatge que es gravava a la cinta de paper, i després l'enviaven passant la cinta a gran velocitat. El lector de cinta era capaç de transmetre el missatge molt més ràpid del que un operador humà mitjà podria escriure, amb el consegüent estalvi en els costos del lloguer de les línies. Les cintes perforades en el punt de recepció podien ser usades per retransmetre els missatges a una altra estació. Es van crear extenses xarxes del tipus guarda i passa ( store and forward ) que feien servir aquestes tècniques.

### Miniordinador

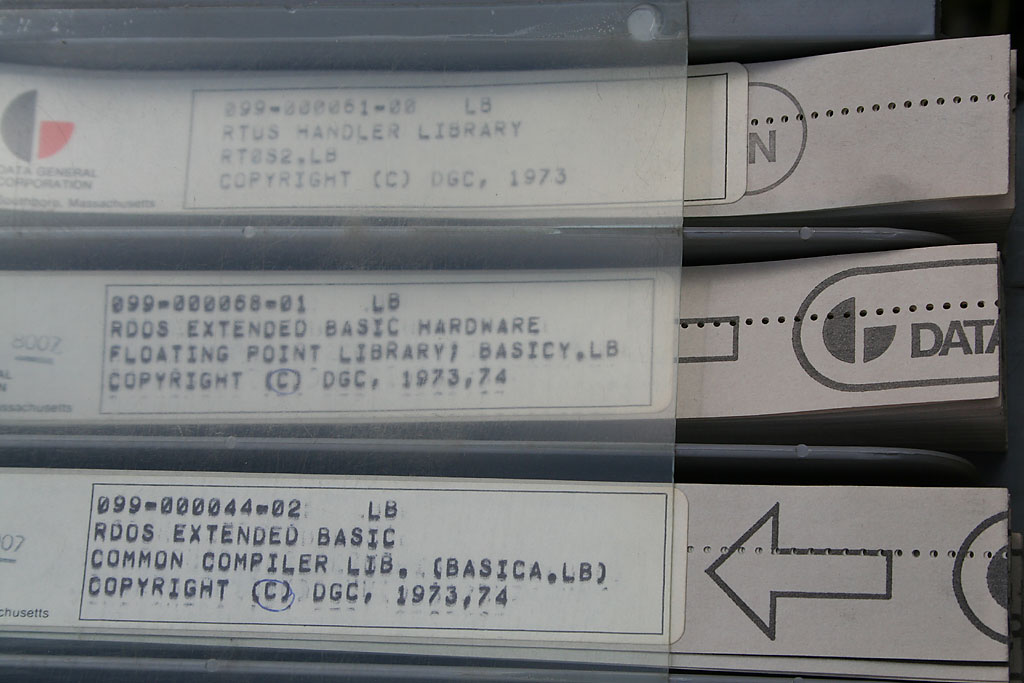
Programes en cinta de paper per al miniordinador Data General Nova.

Quan es van crear els primers miniordinador és, la majoria dels fabricants van aprofitar els teletips ASCII produïts en massa (primordialment el ASR33) com una solució de baix cost per a l'entrada per teclat i sortida impresa. Com a conseqüència la cinta perforada es va convertir en un popular mitjà d'emmagatzematge de baix cost, i no era estrany trobar una selecció de cintes que contenien programes útils en la majoria de les instal·lacions de miniordinadors. Els lectors òptics, més ràpids, també eren comuns.

### Maquinària automatitzada
A la dècada de 1970, els equips de fabricació assistida per ordinador ( computer-aided manufacturing , CAM) solien utilitzar cinta de paper. La cinta de paper va ser un mitjà d'emmagatzematge molt important per a les màquines de retorçat de cables ( wire-wrap ) controlades per ordinador, per exemple. Un lector de cinta de paper era més petit i molt més barat que els lectors de targetes de Hollerith o cinta magnètica. Es van inventar cintes de paper negre de fibra llarga d'alta qualitat encerat i lubricat, i "paper" Mylar així que la producció de cintes per a aquestes màquines va ser força duradora.

### Criptografia
La cinta de paper va ser la base del xifrat Vernam, inventat el 1917. Durant l'últim terç del segle xx, l'Agència de Seguretat Nacional (National Security Agency , NSA) dels EUA va fer servir cintes de paper perforat per a distribuir claus criptogràfiques. Les cintes de paper de 8 nivells es van distribuir sota estrictes controls de registre i eren llegides per un dispositiu de càrrega, com el KOI-18 manual, que era connectat temporalment a cada dispositiu de seguretat que necessitava les noves claus. La NSA havia intentat reemplaçar aquest mètode amb un Sistema Electrònic de Gestió de claus  Electronic Key Management System , EKMS) més segur, però és molt possible encara se segueixi utilitzant.
Es va emprar en el Colossus de Blenchey Park

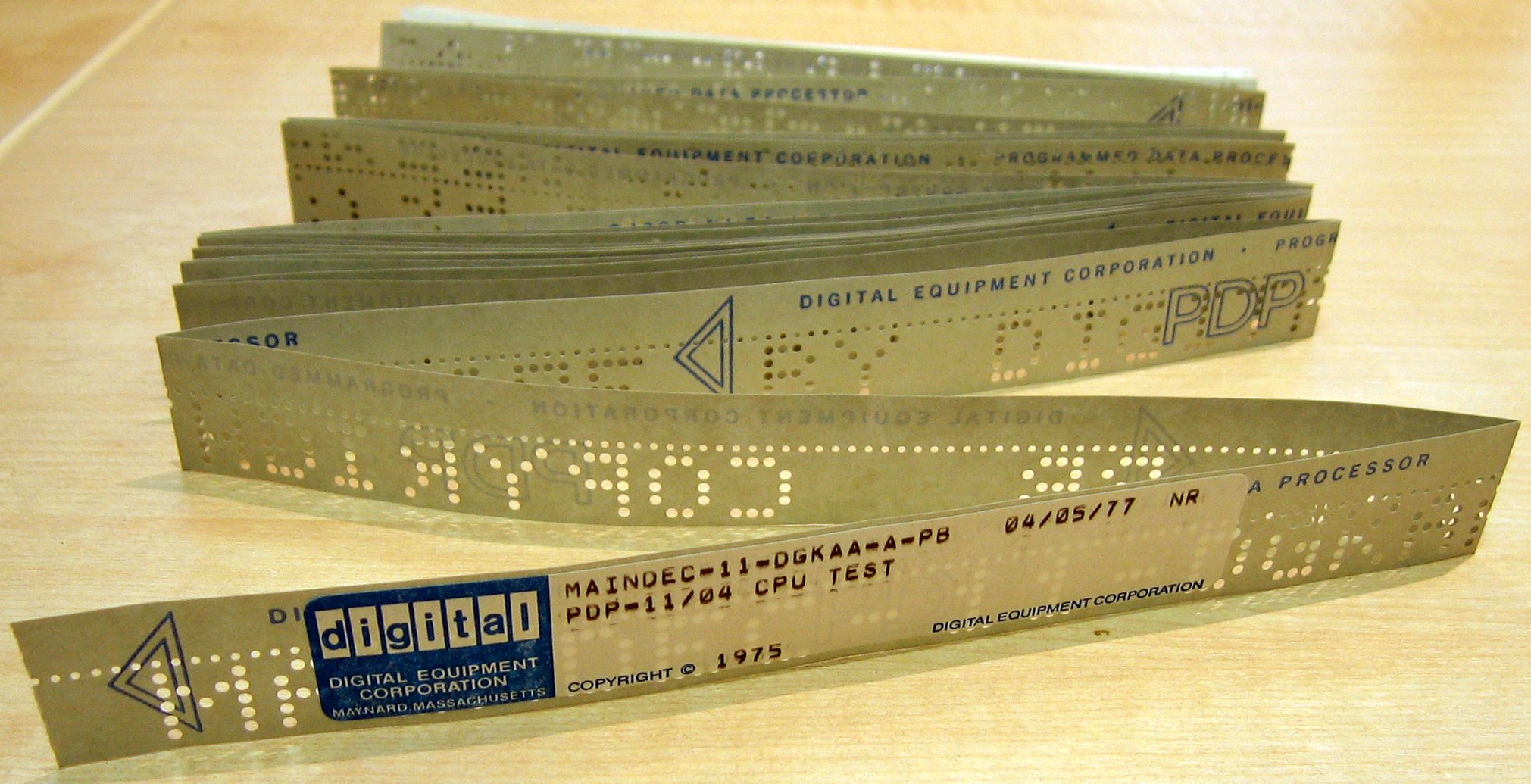
Cinta de paper plegada.

## Limitacions
Els dos grans problemes de la cinta de paper eren
- Fiabilitat. Era una pràctica corrent repassar manualment cada còpia mecànica d'una cinta, comparant els forats un per un.
- El rebobinat de la cinta era complicat i una font de problemes. Es requeria molta cura per evitar esquinçar la cinta. Alguns sistemes usaven cintes de paper  plegat  en lloc de cintes de paper enrotllat. En aquests sistemes, no calia rebobinar ni emprar un rodet de recollida extra, ni es requerien mecanismes per mantenir la tensió, la cinta simplement passava des del contenidor proporcionat el lector a aquest, i d'aquí al contenidor de recollida, replegant-se per si mateix i quedant exactament igual que quan va entrar en el lector.